# Писемність бодо

Штат Ассам, Індія. На його заході поширена мова бодо.

Писемність бодо (або боро) — писемність мови бодо (боро). Спочатку ця мова записувалася ассамським письмом і латиницею; зараз же використовує, в основному, письмо деванагарі.

## Латинське письмо[1][2]
Мова бодо почала використовувати латинську азбуку в кінці 19 — на початку 20 століття. Це письмо ввели християнські місіонери . У 1952 році було створено товариство Бодо Сахітья Сабха (Bodo Sahitya Sabha; Літературне товариство бодо) і зразу ж серед студентів, які навчалися в місті Шіллонг, зайшла мова про прийняття латиниці як офіційного письма. Впродовж 1966 — 1969 років діяв спеціальний комітет, створений Літературним товариством бодо, який займався вивчення питання щодо переходу мови на латинське письмо. У 1969 році комітет ухвалив рішення про перехід на латиницю. В 1970 році Бодо Сахітья Сабха прийняло постанову про введення латиниці. В 1974 році розпочався випуск шкільних навчальних матеріалів новою абеткою. Це не сподобалося уряду Ассаму, і він припинив фінансування шкіл. Таке рішення влади спричинило протести серед бодо. Було оголошено бойкот навчальним закладам, відбувалися сутички з поліцією, штурмувалися урядові установи. Конфлікт вдалося залагодити тільки після того, як центральний уряд Індії порадив Літературному товариству бодо прийняти офіційним письмо деванагарі. Не всім бодо сподобалося таке компромісне рішення. Зараз латинська абетка існує поруч з письмом на основі деванагарі. Латиницю підтримують студенти, які навчалися в місті Шіллонг, частина бодо-християн, а також сепаратисти з "Народного демократичного фронту країни Бодо" (National Democratic Front of Bodoland, NDFB). Противниками латинського алфавіту виступають бодо, не підтримуючі "Народний демократичний фронт країни Бодо" (наприклад, "Студентське обʼєднання бодо" (All Bodo Student Union, ABSU)), інша частина християн, індуїсти і прихильники місцевих вірувань.

## Ассамське письмо
Ассамське письмо для мови бодо почало використовуватися в кінці 19 — на початку 20 століття. Воно користувалося підтримкою Ассамського літературного товариства (Assam Sahitya Sabha). Офіційно було замінене на деванагарі у 1975 році, але фактично було у вжитку трохи довше.

## Письмо деванагарі[7][8][9]
Письмо деванагарі для мови бодо було введене у 1975 році Літературним товариством бодо за порадою уряду Індії.
Знаки для голосних
| Незалежний знак для голосного або дифтонга | Залежний знак для голосного або дифтонга | Транскрипція МФА |
| ------------------------------------------ | ---------------------------------------- | ---------------- |
| अ                                          |                                          | [ɔ]              |
| आ                                          | ा                                         | [a]              |
| इ                                          | ि                                         | [i]              |
| उ                                          | ु                                         | [u]              |
| ए                                          | े                                         | [e]              |
| ओ або ऒ                                    | ो або ॊ                                    | [ə]              |

- Для передачі звука [ə] часто використовується знак ओ. Але Літературне товариство бодо радить використовувати знак ऒ (наприклад: गॊमॊ (गोमो) — жовтий, सॊलॊंथाइ (सोलोंथाइ) — навчання)[11].

Знаки для приголосних
| Складовий знак | МФА   |
| -------------- | ----- |
| फ              | [pʰɔ] |
| ब              | [bɔ]  |
| थ              | [tʰɔ] |
| द              | [dɔ]  |
| ख              | [kʰɔ] |
| ग              | [gɔ]  |

| Складовий знак | МФА  |
| -------------- | ---- |
| म              | [mɔ] |
| न              | [nɔ] |
| ङ              | [ŋɔ] |
| स              | [sɔ] |
| ज              | [zɔ] |

| Складовий знак | МФА  |
| -------------- | ---- |
| ह              | [hɔ] |
| र              | [rɔ] |
| ल              | [lɔ] |
| व              | [wɔ] |
| य              | [jɔ] |

Інші знаки
| Залежний знак | Назва    |
| ------------- | -------- |
| ʼ             | апостроф |

- Апостроф — залежний знак, позначаючий тон (наприклад: खरʼ, आखʼब)[12].

## Зображення
Наведені латиниця та ассамське письмо для мови бодо. Взято з роботи «A descriptive analysis of the Boro language».
- Файл:Bodo scripts.pdf

## Додаткові джерела і посилання
- Shikhar kr. Sarma, Biswajit Brahma, Mane Bala Ramchiary. "Formation of kinship terms in Bodo language".
- "बिसम्बि. First edition". Частина 1.
- "बिसम्बि. First edition". Частина 2.
- "बिसम्बि. Second edition". Частина 1.
- "बिसम्बि. Second edition". Частина 2.
- "बिसम्बि. Second edition". Частина 3.
- "बिसम्बि. BISOMBI (e-Magazine). Vol. 1, No.1".
- "बिसम्बि. BISOMBI (e-Magazine). Vol. 1, No.2".
- BODO (COMPULSORY).
- SYLLABUS BODO
- Частина Євангелія мовою бодо (латинське письмо).
- Laishri Mahilary. "Scripts used in missionery period of Bodo literature: discussion from linguistic point of view".
- Biswajit Brahma, Anup Kr. Barman, Prof. Shikhar Kr. Sarma, Bhatima Boro. "Corpus building of literary lesser rich language - Bodo: insights and challenges ".
- Pramod Chandra Bhattacharya. «A descriptive analysis of the Boro language». Титульна сторінка.